# Hjerter i chili
 Der er for få eller ingen kildehenvisninger i denne artikel, hvilket er et problem. Du kan hjælpe ved at angive troværdige kilder til de påstande, som fremføres i artiklen.

Hjerter i chili er en populær roman, udgivet i 1989 som mexicanske Laura Esquivels debutroman.
Romanens handling foregår under den mexicanske revolution, nær byen Piedras Negras, Mexico ved grænsen til USA, og følger den unge pige Tita, der hele livet længes efter sin livskærlighed, Pedro, men som hun ikke kan få, da hendes dominerende mors traditionelle overbevisning gør, at den yngste datter i familien ikke må gifte sig, men skal passe moderen indtil dennes død. Tita kan derfor kun udtrykke sin kærlighed og følelser gennem sin madlavning, og de følelser, hun har, når hun laver mad, forplanter sig til maden, hvormed de mennesker, der spiser den, oplever disse følelser. Romanen er oprindeligt udgivet på spansk Como agua para chocolate og er blevet oversat til min. 30 sprog, med over 3 millioner udgivelser på verdensplan.
Romanen er skrevet i genren magisk realisme. Romanen blev filmatiseret i 1993. Den modtog 11 præmier fra det mexicanske filminstitut, inklusiv en Ariel for bedste billede, og blev i USA den mest udgivne udenlandske film på den tid.

## Handling
Bogen er inddelt i 12 kapitler efter årets måneder. Hvert kapitel begynder med en opskrift på mexicansk mad. Kapitlerne beskriver fremgangsmåden for opskrifterne og binder samtidig disse til begivenheder i hovedpersonens liv.
Hovedpersonen, Tita de la Garza, er 15 år gammel ved historiens begyndelse, der foregår under den mexicanske revolution. Hun bor med sin håndfaste mor, Mama Elena, og sine ældre søstre, Gertrudis og Rosaura, på familiens gård nær græsen til USA.
Titas beundrer, Pedro Muzquiz, kommer til gården for at bede om tilladelse til at gifte sig med Tita, men dette forbyder Mama Elena på grund af familien tradition, der kræver at den yngste datter (Tita) skal forblive ugift og tage sig af moderen indtil dødens indtræffen. På forslag fra Mama Elena gifter Pedro sig modvilligt med Titas ældre søster Rosaura; den sørgende Tita kan dårligt bære det, selvom Pedro fastholder, at det er Tita, han elsker, og ikke Rosaura.
Tita har en kærlighed til madkunsten og en særlig fornemmelse for al slags mad, hvilket hendes søster, Rosaura, mangler. Tita begynder ubevist at bruge madens kraft til at trække Pedro væk fra Rosaura, mens resten af familien samt gårdens ansatte bliver vidner hertil.
Som historien udfolder sig, bliver Pedro mere og mere fortryllet af Tita, ikke mindst på grund af hendes evner i køkkenet. Det er vigtigt at understrege, at Rosaura ingen evner har for madlavning, og at dette gør, at Pedro bliver endnu mindre tiltrukket af hende og dårligt nok vil fuldføre ægteskabet i sengen. Sidevirkningerne af dette er, at Mama Elena tvinger Pedro, Rosaura og deres nyfødte søn til at flytte til San Antonio, Texas, USA, netop for at hindre Pedro og Tita i at være sammen. I San Antonio dør Roberto (Pedro og Rosauras søn), da Tita ikke længere kan fodre ham. Senere bliver Rosaura steril efter en kompliceret fødsel af hendes og Pedros datter, Esperanza. Samtidig stikker Titas anden søster, Gertrudis, af, nøgen, med en revolutionær soldat, efter at have spist Titas mad, der påvirkede hende så meget i en erotisk retning, at hendes duft fra huden tiltrak soldaten (selvom hun senere vender tilbage som chefen for den revolutionære hær).
Da Tita erfarer, at hendes nevø er død i San Antonio, bebrejder hun sin mor; Mama Elena reagerer ved at slå Tita voldsomt med en træske. Tita, der ikke længere ønsker sin mors kontrollerende måde, gemmer sig i et dueslag med sin sorg, indtil den sympatiske læge, John Brown, får hende ned. Mama Elena understreger, at der ikke er plads til "tosser" på gården og ønsker, at Tita skal anbringes på en anstalt. Men lægen John Brown beslutter at tage sig af Tita i sit eget hjem. Tita indleder med tiden et forhold til John Brown og planlægger endda på et tidspunkt at gifte sig med ham, men hun kan ikke ryste sine følelser for Pedro af sig.
Efter at alle hindringer for Tita og Pedros forening er væk, deler de en sparklende nat, der er så hed og følelsesfuld, at Pedro dør under elskovsakten med Tita. Deres følelser starter en ild, der omslutter dem begge og fører dem forenede i døden og ødelægger gården. Fortælleren af historien er datteren af Esperanza. Esperanza er datter af Rosaura og Pedro og dermed Titas niece. Esperanza giftede sig med Lægen John Browns søn Alex. Fortælleren afslutter med at fortælle, at det eneste, der blev fundet under de brændte ruiner af gården, var Titas kogebog, som indeholder alle de opskrifter, der bliver beskrevet i bogen.

## Personer
- Tita De La Garza – hovedperson
- Pedro Muzquiz – Titas kæreste, gifter sig med Rosaura for at være tættere på Tita

- Mama Elena – Titas strenge og kontrollerende mor
- Gertrudis De La Garza – Titas ældre søster, der stikker af med en soldat
- Rosaura De La Garza – Titas ældre søster, gift med Pedro

- Dr. John Brown – familielægen, forelsker sig i Tita, har en søn fra et tidligere ægteskab
- Nacha – familiens kok og som en mor for Tita
- Chencha – familiens hushjælp

- Roberto Muzquiz – søn af Rosaura og Pedro, dør som spæd
- Esperanza Muzquiz – datter af Pedro og Rosaura, gifter sig med Alex Brown
- Alex Brown – søn af lægen John Brown, gifter sig med Esperanza

- Nicolas – bestyrer af gården
- Juan Alejandrez – kaptainen der tog Gertrudis, senere hendes mand
- Jesus Martinez – Chenchas første kærlighed og mand.